# Stilicho

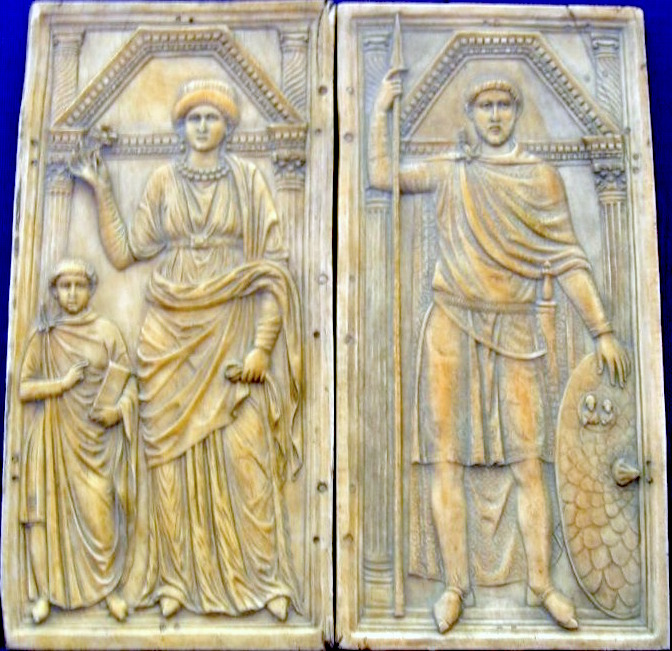
Flavius Stilicho (till höger) med sin hustru Serena och sin son Eucherius.

Flavius Stilicho, född cirka 365, död 22 augusti 408, var en romersk general och statsman, född i nuvarande Tyskland samt magister militum från år 385. Han var av vandalsk härkomst och hans far hade tjänstgjort som soldat i kejsar Valens tjänst. 

## Biografi
Stilicho tog tjänst i den romerska armén och avancerade till generals rang vid kavalleriet under kejsar Theodosius I. Han fick bland annat till uppgift att försvara riket mot de visigotiska angreppen, ett uppdrag han innehade i två decennier. Hans politiska ställning blev efter en lyckad beskickning till Persien (384) så stark att kejsaren lät gifta bort sin niece Serena med Stilicho och utsåg honom till förmyndare för sin son Honorius på sin dödsbädd år 395. Honorius gifte sig först med Stilichos ena dotter  Maria, sedan med hans andra dotter år 398. Stilicho företog också härtåg i Britannien mot skoter och pikter.
Efter Theodosius död delades det romerska riket och Honorius blev kejsare i Västrom, medan Arcadius blev kejsare i Östrom. Ingendera visade sig vara någon kraftfull ledare och Stilicho blev den mäktigaste militäre ledaren i bägge rikena.
År 396 stoppade Stilicho Alarik I:s invasion på Donauhalvön och fick denne att nöja sig med en utnämning till magister militum. Stilicho slog ned ett uppror under Gildo i Africa 398 och blev 400 konsul. År 402 anföll Alarik åter Västrom och invaderade Italien. För att möta hotet tvingades Stilicho kalla hem legionerna från Gallien och Britannien; provinserna var därmed förlorade för Rom. Åren 402-403 lyckades Stilicho driva Alarik ut ur Italien, men inte slutgiltigt neutralisera dennes maktposition. Omkring år 405 invaderade så Radagaisus Italien med en här av germaner, men inringades av Stilicho vid Faesulae och tvingades ge upp när hungersnöd drabbade hans trupper. 
Trots Stilichos framgångar låg hans utomromerska bakgrund honom i fatet vid hovet, där en komplott fick honom avrättad efter ett iscensatt uppror i Ticinum. En annan beskrivning hävdar att illvilliga rykten vid hovet gjort gällande att Stilicho stod i förbund med Alarik och planerade att sätta sin son på tronen, varefter Stilicho dödades efter att ha lurats lämna en kyrka där han sökt sin tillflykt. 
Oavsett hur Stilicho omintetgjordes betydde hans frånfälle att Västrom mist sin starkaste försvarare och det dröjde inte länge förrän Rom intagits och plundrats av Alarik.